# Championnat d'Équateur de football 2025
Navigation
LigaPro Serie A 2024 LigaPro Serie A 2026
La saison 2025 de LigaPro Serie A est la 67e édition du Championnat d'Équateur de football de première division, connu sous le nom de « LigaPro Ecuabet 2025 ».
Cette édition marquera les débuts du Vinotinto EFC dans l'élite du football équatorien, en faisant la soixante-deuxième équipe à accéder à la première division. Le Manta FC quant à lui revient à ce niveau après trois années passé à l'échelon inférieur.

## Réglement
La LigaPro Serie A 2025 est composé de seize clubs qui s'affrontent tous lors de confrontations aller et retour dans une première phase du championnat. À la suite de cette première phase, les équipes sont réparties en trois groupes en fonction de leur classement. Les six meilleures équipes s'affrontent lors de confrontations aller et retour pour définir le champion, les six suivantes uniquement pour définir leur classement final et les quatre dernières se battent pour éviter la relégation en terminant aux deux dernières places. Tous les points et buts acquis lors de la première phase seront conservés pour les classements finaux du tournoi.
À la fin de la compétition, le champion et le vainqueur de la première phase se qualifient pour la Copa Libertadores 2026 alors que le deuxième de la phase finale à six se qualifie pour la phase préliminaire de la même compétition. Les quatre clubs suivants des phase finale (3 dans la première et 1 dans la seconde) se qualifient pour la Copa Sudamericana 2026 alors que les deux derniers de la seconde phase à quatre sont relégués en Série B l'année suivante. Le champion se qualifie également pour la Supercoupe d'Équateur.
Le classement est calculé avec le barème de points suivant : une victoire vaut trois points, le match nul un. La défaite ne rapporte aucun point.
À égalité de points, les critères de départage sont les suivants :
1. Plus grande différence de buts générale ;
2. Plus grand nombre de buts marqués ;
3. Plus grand nombre de buts marqués à l'extérieur ;
4. Plus grand nombre de points dans les confrontations directes ;
5. Tirage au sort.

## Participants
L'édition 2025 est la 7e édition à seize équipes, les deux promus de Serie B sont le Vinotinto EFC et le Manta FC. Ces deux clubs remplacent les deux clubs relégués, l'Imbabura SC et le Cumbayá FC.
| Club                    | Ville     | Entraîneur        | Stade                          | Capacité | Classement 2024 |
| ----------------------- | --------- | ----------------- | ------------------------------ | -------- | --------------- |
| Independiente del Valle | Sangolquí | Javier Rabanal    | Banco Guayaquil                | 12 000   | 1er             |
| LDU Quito               | Quito     | Pablo Sánchez     | Rodrigo Paz Delgado            | 41 575   | 2e              |
| Barcelona SC            | Guayaquil | Segundo Castillo  | Monumental Isidro Romero Carbo | 57 267   | 3e              |
| CD Universidad Católica | Quito     | Diego Martínez    | Olímpico Atahualpa             | 38 258   | 4e              |
| SD Aucas                | Quito     | Gabriel Pereyra   | Gonzalo Pozo Ripalda           | 18 799   | 5e              |
| Mushuc Runa SC          | Ambato    | Ever Hugo Almeida | Olímpico de Riobamba           | 14 400   | 6e              |
| CD El Nacional          | Quito     | Omar Asad         | Olímpico Atahualpa             | 38 258   | 7e              |
| Orense SC               | Machala   | Santiago Escobar  | 9 de Mayo                      | 16 456   | 8e              |
| CT Universitario        | Ambato    | Paúl Vélez        | Bellavista                     | 10 978   | 9e              |
| CS Emelec               | Guayaquil | Jorge Célico      | George Capwell                 | 39 000   | 10e             |
| CSD Macará              | Ambato    | Álex Pallarés     | Bellavista                     | 10 978   | 11e             |
| Delfín SC               | Manta     | Nicolás Chietino  | Jocay                          | 22 000   | 12e             |
| CD Cuenca               | Cuenca    | Norberto Araujo   | Alejandro Serrano Aguilar      | 14 500   | 13e             |
| Libertad FC             | Loja      | Juan Carlos León  | Reina del Cisne                | 14 935   | 14e             |
| Vinotinto EFC           | Quito     | Juan Grabowski    | Olímpico Atahualpa             | 38 258   | 1er (Série B)   |
| Manta FC                | Manta     | Efrén Mera        | Jocay                          | 22 000   | 2e (Série B)    |

Légende des couleurs
- Phase de groupe de la Copa Libertadores 2025
- Tour préliminaire de la Copa Libertadores 2025
- Phase de groupe de la Copa Sudamericana 2025
- Promu de Série B 2024

## Compétition

### Première Phase
| Rang | Équipe                    | Pts | J  | G  | N  | P  | Bp | Bc | Diff |
| ---- | ------------------------- | --- | -- | -- | -- | -- | -- | -- | ---- |
| 1    | Independiente del Valle T | 53  | 25 | 15 | 8  | 2  | 45 | 20 | +25  |
| 2    | LDU Quito                 | 44  | 25 | 12 | 8  | 5  | 41 | 24 | +17  |
| 3    | Barcelona SC              | 44  | 25 | 13 | 5  | 7  | 37 | 29 | +8   |
| 4    | CD Cuenca                 | 39  | 25 | 11 | 6  | 8  | 30 | 25 | +5   |
| 5    | Libertad FC               | 38  | 25 | 10 | 8  | 7  | 37 | 32 | +5   |
| 6    | SD Aucas                  | 38  | 25 | 11 | 5  | 9  | 33 | 34 | -1   |
| 7    | Orense SC                 | 38  | 25 | 11 | 5  | 9  | 27 | 29 | -2   |
| 8    | CD Universidad Católica   | 36  | 25 | 9  | 9  | 7  | 46 | 33 | +13  |
| 9    | CS Emelec                 | 35  | 25 | 9  | 8  | 8  | 24 | 28 | -4   |
| 10   | CD El Nacional            | 28  | 25 | 7  | 7  | 11 | 30 | 35 | -5   |
| 11   | Delfín SC                 | 28  | 25 | 6  | 10 | 9  | 24 | 37 | -13  |
| 12   | CSD Macará                | 27  | 25 | 6  | 9  | 10 | 23 | 26 | -3   |
| 13   | Manta FC P                | 25  | 25 | 5  | 10 | 10 | 31 | 42 | -11  |
| 14   | CT Universitario          | 25  | 25 | 6  | 7  | 12 | 24 | 35 | -11  |
| 15   | Vinotinto EFC P           | 24  | 25 | 6  | 6  | 13 | 29 | 36 | -7   |
| 16   | Mushuc Runa SC            | 20  | 25 | 5  | 5  | 15 | 27 | 43 | -16  |

| Légende : Qualifications et relégations | Légende : Qualifications et relégations                                                                 |
| --------------------------------------- | --- |
|                                         | Qualification pour la phase de groupe de la Copa Libertadores 2026 Qualification pour la phase finale I |
|                                         | Qualification pour la phase finale I                                                                    |
|                                         | Qualification pour la phase finale II                                                                   |
|                                         | Qualification pour la phase de relégation                                                               |
|                                         | T : Tenant du titre P : Promus de Série B C : Vainqueur de la Coupe d'Équateur 2025                     |

| Résultats (▼dom., ►ext.)                                   | SDA | BSC | CDC | DSC | CDEN | CSE | IV  | LFC | LDUQ | CSDM | MFC | MRSC | OSC | CTU | CDUC | VEFC |
| SD Aucas                                                   |     | 2-0 | 2-1 | 1-3 | -    | 1-2 | 2-0 | 1-0 | 1-4  | 1-1  | 1-0 | 2-0  | -   | 4-1 | 2-1  | 2-2  |
| Barcelona SC                                               | -   |     | 2-0 | 0-0 | 2-0  | 0-4 | 3-3 | 0-1 | 0-2  | 1-2  | 1-0 | 1-0  | 2-0 | 1-1 | -    | 2-1  |
| CD Cuenca                                                  | 1-1 | 0-1 |     | 0-0 | 2-0  | 1-1 | -   | 0-4 | 0-0  | 2-0  | 0-3 | 3-1  | 0-0 | -   | 1-0  | 3-3  |
| Delfín SC                                                  | 2-0 | -   | 1-1 |     | 0-1  | 0-3 | 0-1 | 1-2 | 1-1  | 2-0  | 4-1 | 1-0  | -   | 2-0 | 3-1  | 2-0  |
| CD El Nacional                                             | 0-1 | -   | 2-2 | 1-1 |      | -   | 1-1 | 1-0 | 0-0  | 1-1  | -   | 1-0  | 1-0 | 0-1 | 0-4  | 2-0  |
| CS Emelec                                                  | 2-1 | 1-1 | -   | 4-0 | 1-2  |     | 1-1 | 1-1 | 1-1  | 2-0  | 1-0 | 2-1  | 2-1 | -   | 1-1  | -    |
| Independiente del Valle                                    | -   | 1-4 | 0-1 | 2-1 | 1-2  | 2-0 |     | -   | 0-1  | 1-0  | 1-3 | 2-1  | 4-1 | 4-1 | 3-1  | -    |
| Libertad FC                                                | 3-1 | 3-1 | 3-0 | 2-2 | 2-0  | 1-1 | 1-1 |     | -    | 1-1  | 2-2 | 2-1  | 4-0 | 3-2 | -    | 0-0  |
| LDU Quito                                                  | 1-1 | 0-1 | 0-0 | 0-1 | 1-1  | 1-2 | -   | 0-1 |      | 2-2  | 1-1 | -    | 1-0 | 0-1 | 1-4  | 1-0  |
| CSD Macará                                                 | -   | 2-3 | 2-2 | -   | 2-4  | 0-0 | 1-1 | 1-1 | -    |      | 4-3 | 2-1  | 0-0 | 2-1 | 4-2  | 2-2  |
| Manta FC                                                   | 0-1 | 1-2 | 3-2 | 0-1 | 2-0  | 1-3 | 2-2 | -   | -    | 1-0  |     | -    | 0-1 | 0-0 | 0-3  | 2-1  |
| Mushuc Runa SC                                             | 1-0 | 0-5 | 2-0 | 3-1 | 1-1  | -   | 1-2 | 1-0 | 4-3  | -    | 2-3 |      | 2-5 | 0-1 | 1-1  | 1-2  |
| Orense SC                                                  | 2-1 | 3-1 | -   | 1-0 | -    | 1-2 | 0-1 | 2-1 | 1-0  | 2-1  | 1-1 | -    |     | 2-1 | 1-1  | 0-0  |
| CT Universitario                                           | 1-1 | 0-1 | 1-2 | -   | 0-1  | 1-2 | 2-2 | -   | 1-0  | 3-1  | 0-0 | 1-1  | 1-2 |     | 1-1  | 1-3  |
| CD Universidad Católica                                    | 6-2 | 2-2 | -   | -   | 1-1  | 0-3 | 1-1 | 3-1 | 1-0  | 3-0  | 1-1 | 1-1  | 2-0 | -   |      | 3-0  |
| Vinotinto EFC                                              | 0-1 | -   | 5-0 | 0-1 | 2-1  | 1-3 | 1-0 | 1-2 | 1-2  | -    | -   | 1-1  | 0-1 | 0-1 | 3-2  |      |
| - Victoire à domicile - Match nul - Victoire à l'extérieur |     |     |     |     |      |     |     |     |      |      |     |      |     |     |      |      |

### Deuxième phase
| Rang | Équipe                    | Pts | J | G | N | P | Bp | Bc | Diff |
| ---- | ------------------------- | --- | - | - | - | - | -- | -- | ---- |
| 1    | Independiente del Valle T | 0   | 0 | 0 | 0 | 0 | 0  | 0  | 0    |
| 2    |                           | 0   | 0 | 0 | 0 | 0 | 0  | 0  | 0    |
| 3    |                           | 0   | 0 | 0 | 0 | 0 | 0  | 0  | 0    |
| 4    |                           | 0   | 0 | 0 | 0 | 0 | 0  | 0  | 0    |
| 5    |                           | 0   | 0 | 0 | 0 | 0 | 0  | 0  | 0    |
| 6    |                           | 0   | 0 | 0 | 0 | 0 | 0  | 0  | 0    |

| Rang | Équipe | Pts | J | G | N | P | Bp | Bc | Diff |
| ---- | ------ | --- | - | - | - | - | -- | -- | ---- |
| 1    |        | 0   | 0 | 0 | 0 | 0 | 0  | 0  | 0    |
| 2    |        | 0   | 0 | 0 | 0 | 0 | 0  | 0  | 0    |
| 3    |        | 0   | 0 | 0 | 0 | 0 | 0  | 0  | 0    |
| 4    |        | 0   | 0 | 0 | 0 | 0 | 0  | 0  | 0    |
| 5    |        | 0   | 0 | 0 | 0 | 0 | 0  | 0  | 0    |
| 6    |        | 0   | 0 | 0 | 0 | 0 | 0  | 0  | 0    |

| Rang | Équipe | Pts | J | G | N | P | Bp | Bc | Diff |
| ---- | ------ | --- | - | - | - | - | -- | -- | ---- |
| 1    |        | 0   | 0 | 0 | 0 | 0 | 0  | 0  | 0    |
| 2    |        | 0   | 0 | 0 | 0 | 0 | 0  | 0  | 0    |
| 3    |        | 0   | 0 | 0 | 0 | 0 | 0  | 0  | 0    |
| 4    |        | 0   | 0 | 0 | 0 | 0 | 0  | 0  | 0    |

## Statistiques

### Classement des buteurs
|     | Buteur | Club | Buts |
| --- | ------ | ---- | ---- |
| 1er |        |      |      |
| 2e  |        |      |      |
| 3e  |        |      |      |
| 4e  |        |      |      |
| 5e  |        |      |      |

### Classement des passeurs
|     | Passeur | Club | Buts |
| --- | ------- | ---- | ---- |
| 1er |         |      |      |
| 2e  |         |      |      |
| 3e  |         |      |      |
| 4e  |         |      |      |
| 5e  |         |      |      |

## Bilan de la saison
| Championnat d'Équateur de football 2025 |   |
| Champion                                |   |
| Coupes et trophées                      |   |
| Vainqueur de la Coupe d'Équateur 2025   | 0 |
| Qualifications continentales            |   |
| Copa Libertadores                       |   |
| Copa Sudamericana                       |   |
| Promotions et relégations               |   |
| Promus en LigaPro Serie A               |   |
| Relégués en Série B                     |   |